# Art byzantin

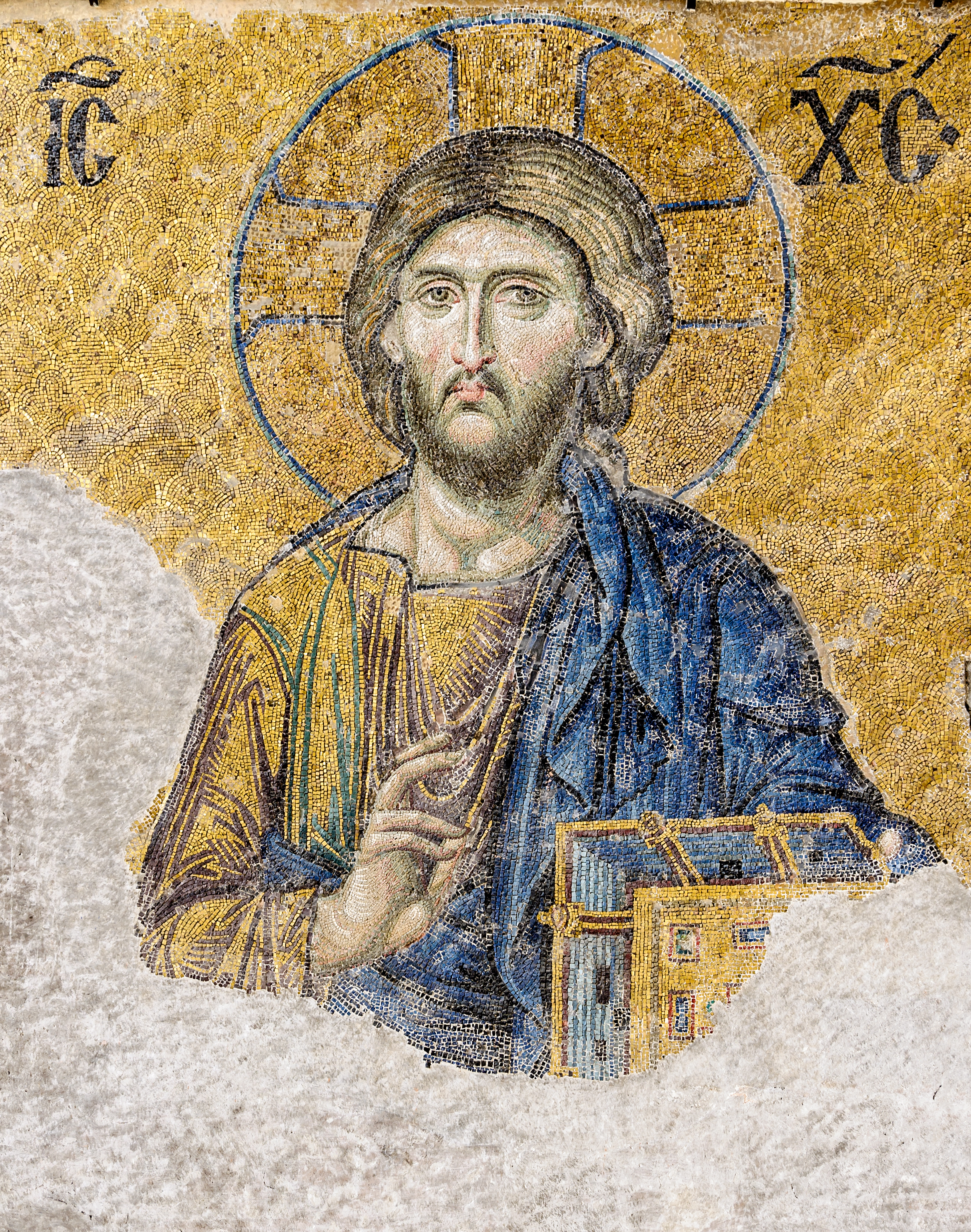
Le Christ pantocrator : mosaïque byzantine du XIIIe siècle dans la basilique Sainte-Sophie de Constantinople.

L'art byzantin s'est développé dans l'Empire byzantin entre la disparition de l'Empire romain d'Occident en 476, et la chute de Constantinople en 1453. L'art produit auparavant dans la même région relève de ce qu'il est convenu d'appeler l'art paléochrétien. 
Le terme peut également être utilisé pour désigner l'art des États de confession orthodoxe contemporains à l'Empire byzantin, dont la culture a subi son influence, sans en faire partie réellement (certains historiens parlent du Commonwealth byzantin), comme le premier empire bulgare, le premier État serbe ou la Rus' de Kiev. Mais aussi, pour partie, l'art de la république de Venise et du royaume de Sicile, qui avaient des liens étroits avec l'Empire byzantin.
L'art produit par les chrétiens orthodoxes d'Orient vivant dans l'Empire ottoman est souvent appelé « post-byzantin ».
Certaines traditions artistiques qui ont leur origine dans l'Empire byzantin, en particulier en ce qui concerne l'iconographie et l'architecture des églises, se sont maintenues en Grèce, Bulgarie et Russie et dans d'autres pays orthodoxes d'Orient à l'époque actuelle. 

## Origines
Tout comme l'Empire byzantin est le prolongement politique de l'Empire romain, l'art byzantin se développe à partir de l'art romain, lui-même profondément influencé par l'art grec antique. L'art byzantin a toujours conservé en mémoire cet héritage classique. 
La capitale, Constantinople, est ornée d'un grand nombre de sculptures classiques, qui ont pu devenir un objet d'étonnement pour certains de ses habitants. En fait, l'art produit au cours de l'empire byzantin, bien que marqué par des retours périodiques à une esthétique classique, est surtout marqué par le développement d'une nouvelle esthétique.

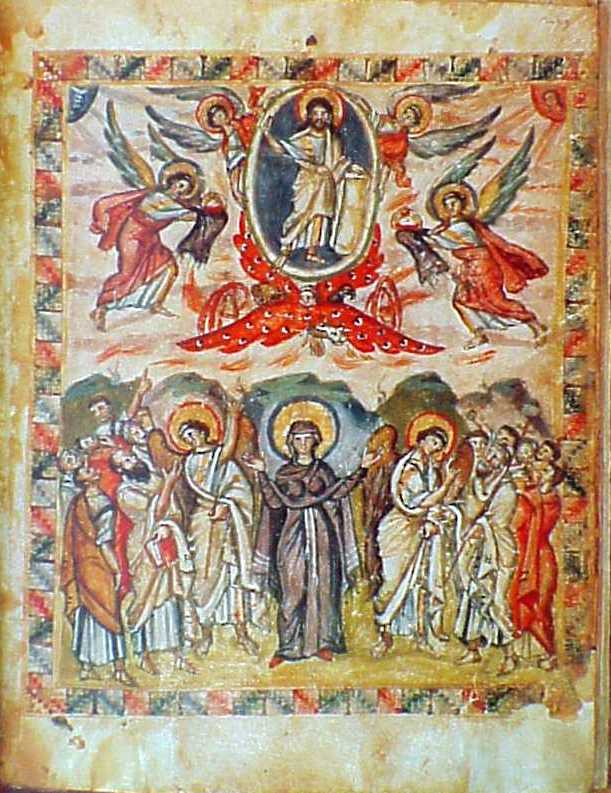
Miniatures du VIe siècle des Évangiles de Rabula montrant l'aspect abstrait et symbolique de l'art byzantin.

La caractéristique la plus marquante de cette nouvelle esthétique est qu'elle est abstraite, non naturaliste. 
Si l'art classique est marqué par la tentative de créer des représentations de la réalité les plus fidèles possibles, l'art byzantin semble avoir renoncé à cette tentative en faveur d'une approche plus symbolique. La nature et les causes de cette transformation, qui a eu lieu essentiellement au cours de l'antiquité tardive, sont un sujet de débat pour les savants depuis des siècles. 
Giorgio Vasari l'attribue à une baisse du niveau et des compétences artistiques.
Bien que ce point de vue soit occasionnellement réaffirmé, notamment par Bernard Berenson, les chercheurs modernes ont tendance à avoir une vision plus positive de l'esthétique byzantine. Aloïs Riegl et Josef Strzygowski, écrivains du début du XXe siècle, ont joué un rôle important dans cette réévaluation de l'art de l'antiquité tardive. Riegl la voit comme une évolution naturelle des tendances préexistantes dans l'art roman, tandis que Strzygowski la considère comme le résultat des  influences « orientales ». Parmi les récentes contributions au débat, il y a également celles de Ernst Kitzinger.
En tout état de cause, le débat est purement moderne : la plupart des témoins byzantins ne considèrent pas leur art comme abstrait ou non naturaliste. Comme Cyril Mango l'a fait remarquer, « notre propre appréciation de l'art byzantin provient en grande partie du fait que cette technique n'est pas naturelle, mais les Byzantins eux-mêmes, à en juger par leurs déclarations, la considéraient comme étant très naturaliste et comme étant directement dans la tradition de Phidias, Apelle et Zeuxis ».

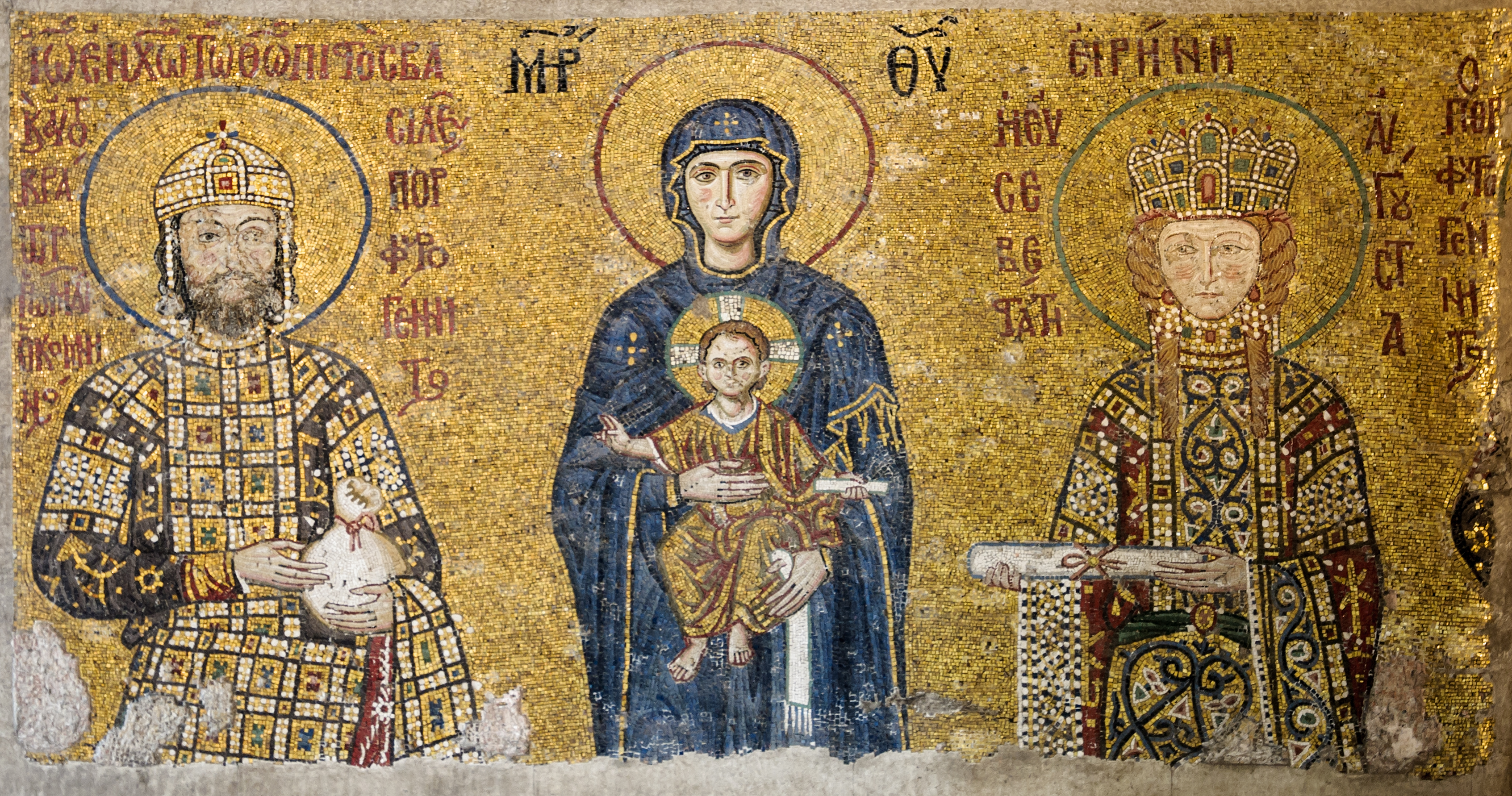
Vierge avec l'enfant entre l'empereur Jean II Comnène et l'impératrice Irène.

Les thèmes principaux de l'art byzantin sont essentiellement le religieux et l'impérial : ils sont souvent associés, comme dans les portraits des empereurs byzantins qui décorent l'intérieur de l'église Sainte-Sophie. Ces thèmes dominants sont le résultat, en partie, de la piété et de la nature autocratique de la société byzantine et, en partie, du fait de sa structure économique : les richesses de l'Empire étant concentrées entre les mains de l'Église et de l'Empereur, ils avaient donc les moyens de mettre à exécution des commandes artistiques monumentales.
L'art religieux n'est cependant pas limité à la décoration monumentale des intérieurs d'églises. L'un des principaux genres de l'art byzantin est l'icône, une image du Christ, de la Vierge, ou d'un saint, objets de vénération dans les églises orthodoxes et les maisons privées. Les icônes sont de nature religieuse, en particulier après la fin de l'iconoclasme, elles sont assimilées à la manifestation de la «présence» unique du personnage représenté par le biais d'une «ressemblance» soigneusement entretenue par les canons de la représentation. L'art religieux byzantin est pénétré des lois du hiératisme (compositions qui obéissent à une stricte frontalité, avec une certaine rigidité des figures).
L'enluminure des manuscrits est une autre facette de l'art byzantin. Le plus souvent les textes illustrés sont religieux, soit les Saintes Écritures elles-mêmes (en particulier les Psaumes), soit des textes théologiques ou de dévotion (comme les homélies de Grégoire de Nazianze). Les textes laïcs sont également enluminés comme le Roman d'Alexandre ou le Synopsis historiarum de Jean Skylitzès. 
Les arts « mineurs » ou de « luxe » (c'est-à-dire des ivoires, stéatite, émaux, bijoux, orfèvrerie, céramique, etc) sont produits en grand nombre dans l'ensemble de la période byzantine. Beaucoup d'entre eux étaient également de nature religieuse, mais un grand nombre d'objets sont réalisés avec des décors laïcs ou non-figuratifs : par exemple, des ivoires, représentant des thèmes de la mythologie classique, et la céramique décorée avec des figures qui proviennent de l'épopée de Digénis Akritas.

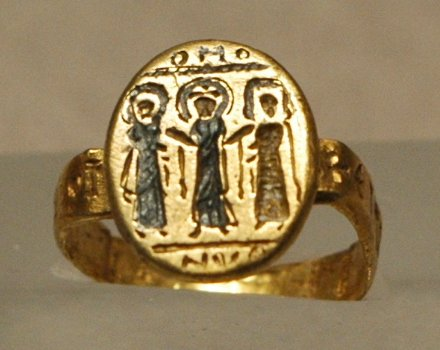
Bague de mariage, VIIe siècle, or et nielle
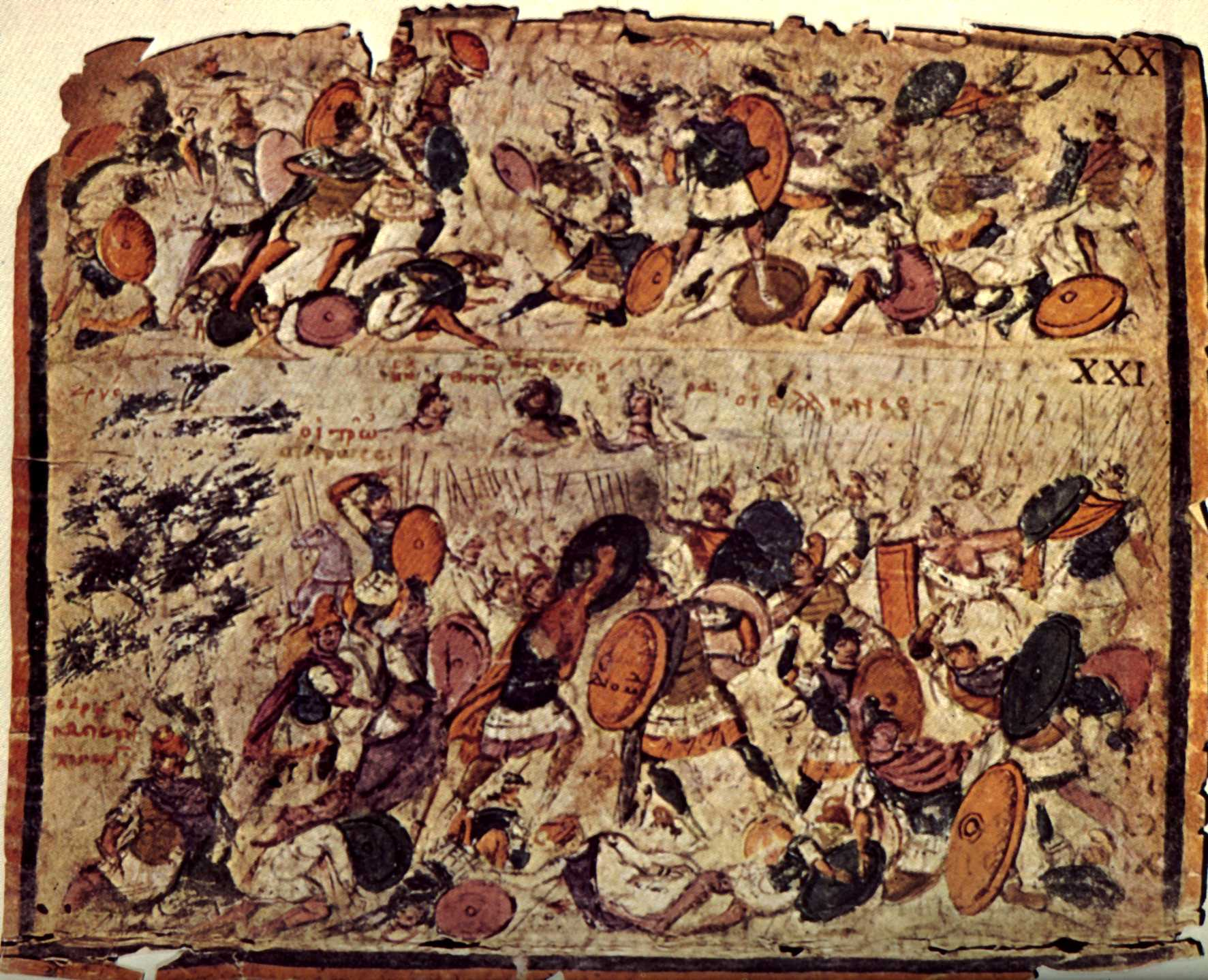
Scènes de combat dans l’Iliade ambrosienne, Ve siècle
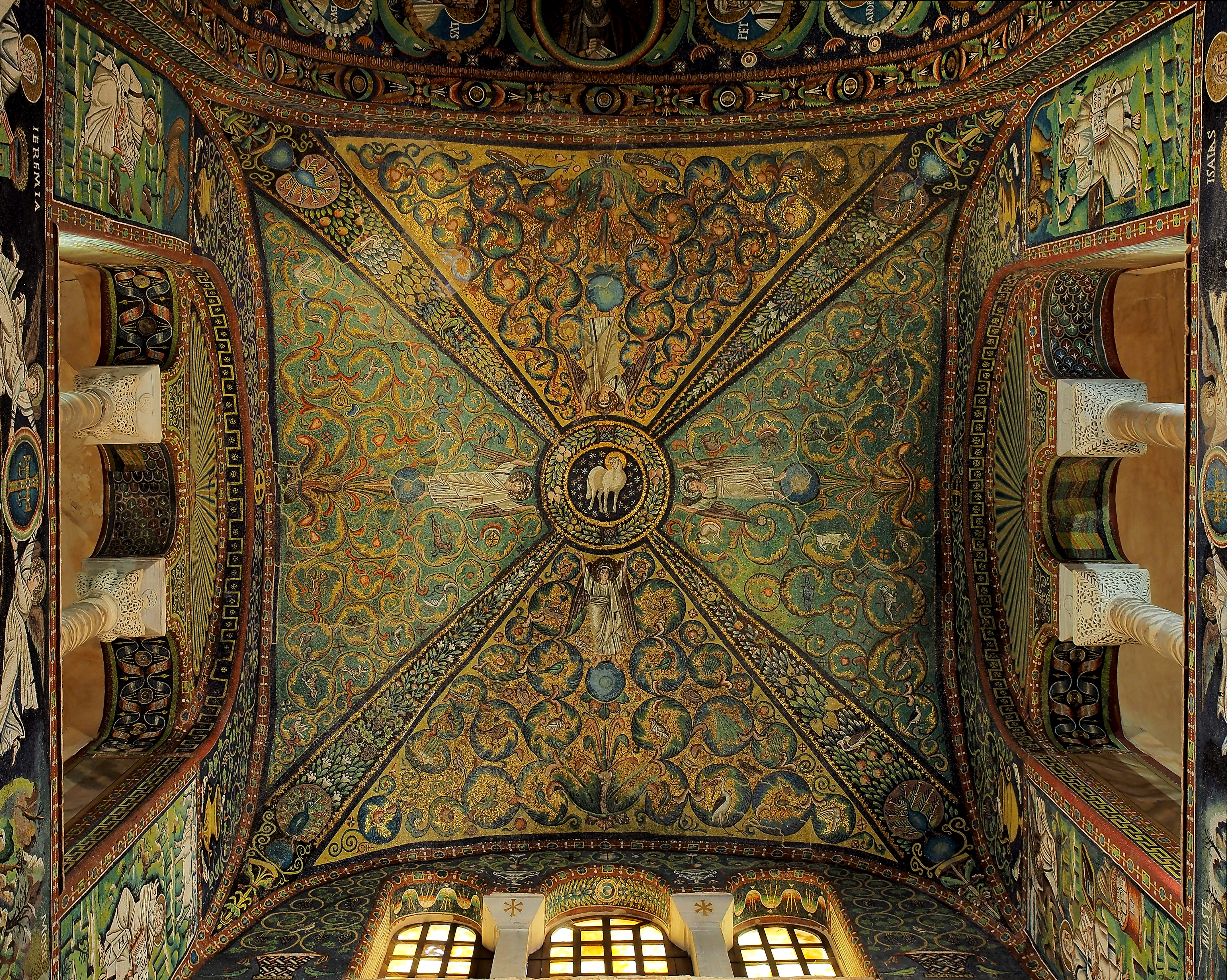
Les mosaïques de Ravenne, (classées au patrimoine mondial) comme celles de la Basilique Saint-Vital, sont les derniers témoins aussi bien conservés du premier style de la mosaïque byzantine.

## Périodes

### Premier art byzantin

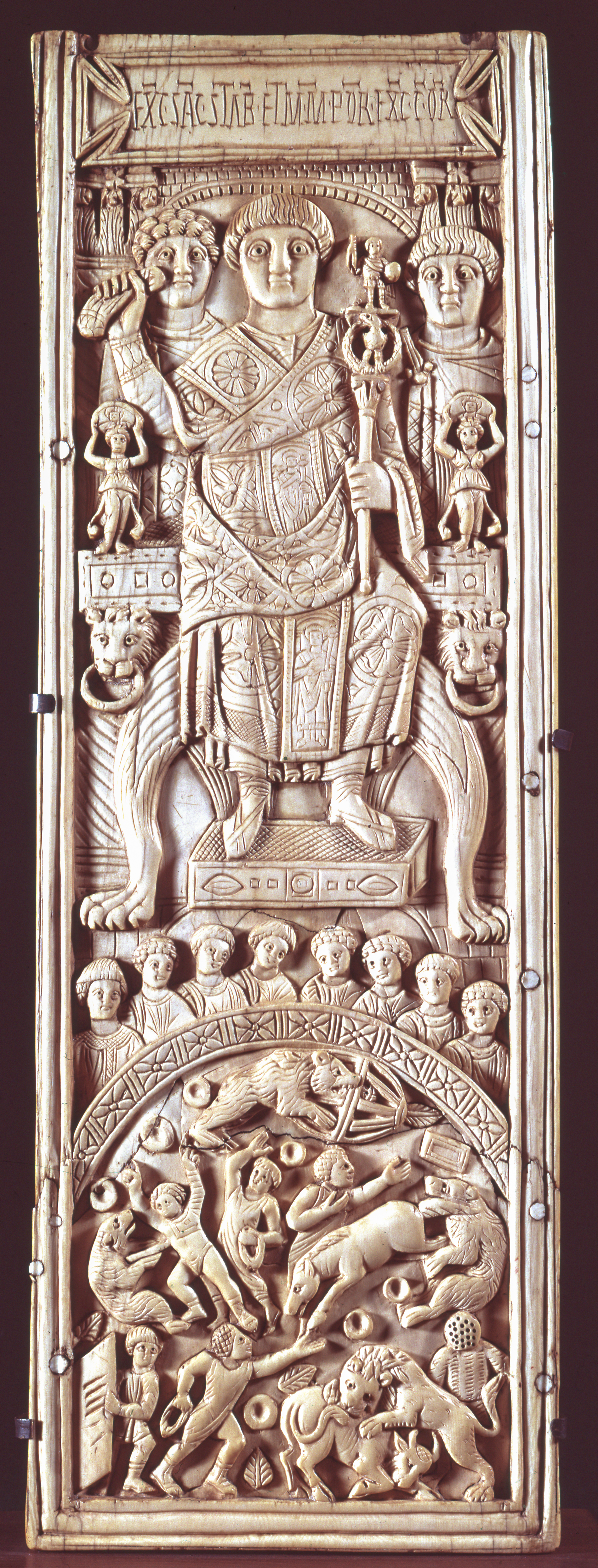
Feuille d'un diptyque en ivoire de Areobindus, 506. Areobindus, en haut, consul à Constantinople, préside les jeux à l'Hippodrome, en dessous.

Ivoire Barberini, vers 550.

Le premier art byzantin est produit entre le IVe siècle (règne de Constantin Ier) et le VIIe siècle (début de l'iconoclasme). Il connaît son apogée sous le règne de Justinien Ier (527-565), alors qu'a lieu une reconquête temporaire de l'Italie, et se caractérise par un mélange de tradition romaine, de tradition orientale et de christianisme. L'urbanisme de Constantinople et les monuments de Ravenne illustrent l'importante architecture richement décorée de mosaïques, tandis que la production  des ivoires (par exemple l'ivoire Barberini), d'orfèvrerie et de peinture sur bois (art des Icônes). La sculpture, quant à elle, vit ses dernières heures de gloire, dans la lignée de la sculpture antique.
Deux événements sont d'une importance fondamentale dans le développement du premier art byzantin.
D'abord, l'Édit de Milan, publié par les empereurs Constantin Ier et Licinius en 313 et autorisant le culte chrétien, conduit à l'élaboration de l'art chrétien monumental. 
Ensuite, la consécration de Constantinople comme « nouvelle Rome », en 330, crée un nouveau centre artistique pour la moitié orientale de l'Empire et, qui plus est, spécifiquement chrétien. 
D'autres traditions artistiques ont prospéré dans des villes rivales comme Alexandrie, Antioche ou Rome, mais n'ont pas survécu à la chute de ces villes - due aux Arabes pour les deux premières et aux Goths pour Rome – ce qui a permis à Constantinople d'établir sa suprématie. 
Constantin a consacré beaucoup d'efforts à la décoration de Constantinople, ornant les espaces publics avec des statues antiques et construisant un forum dominé par une colonne de porphyre portant sa statue. Les églises majeures de Constantinople construites sous Constantin et son fils, Constance II comprennent les premières fondations de Sainte-Sophie et de l'église des Saints-Apôtres de Constantinople.
La grande campagne de construction suivante est initiée par Théodose Ier. Le monument survivant le plus important de cette période est l'obélisque et sa base érigés par Théodose dans l'Hippodrome. 
L'église la plus ancienne de Constantinople est l'église Saint-Jean Baptiste du Monastère du Stoudion, construite au Ve siècle. 
En raison des destructions et reconstructions successives, relativement peu de monuments de Constantinople du premier art byzantin ont survécu. Cependant, son développement peut toujours être retracé à travers les structures survivantes dans d'autres villes. Par exemple, d'importantes églises anciennes se trouvent à Rome (comme l'église Sainte-Sabine et la basilique Sainte-Marie-Majeure) et à Thessalonique (l'Arc de Galère et l'église de l'Acheiropoiètos).
Un nombre important de manuscrits enluminés, à la fois sacrés et séculiers, nous sont parvenus de cette période du premier art. Des auteurs classiques, comme Homère (l'Iliade ambrosienne) ou Dioscoride (Dioscoride de Vienne), ont été illustrés avec des peintures narratives. D'autres manuscrits bibliques enluminés de cette période, ne survivent que par des fragments : par exemple, le Codex Sinopensis, qui contient un fragment de l'évangile de Matthieu, ou la Genèse de Vienne. 
Le premier art byzantin est également marqué par le travail de l'ivoire. Des Diptyques en ivoire, souvent richement décorés, sont offerts en cadeau par des consuls  nouvellement nommés. La vaisselle d'argent est une autre forme importante d'art de luxe : parmi les plus luxueux de cette époque se trouve le Missorium de Théodose Ier. Les sarcophages continuent à être produits en grand nombre.

### Époque justinienne
Des modifications importantes dans l'art byzantin coïncident avec le règne de Justinien Ier (527-565). Il a également permis la fondation de l'absolutisme impérial et de l'État Byzantin, en codifiant ses lois et en imposant par la loi ses opinions religieuses à tous ses sujets. 

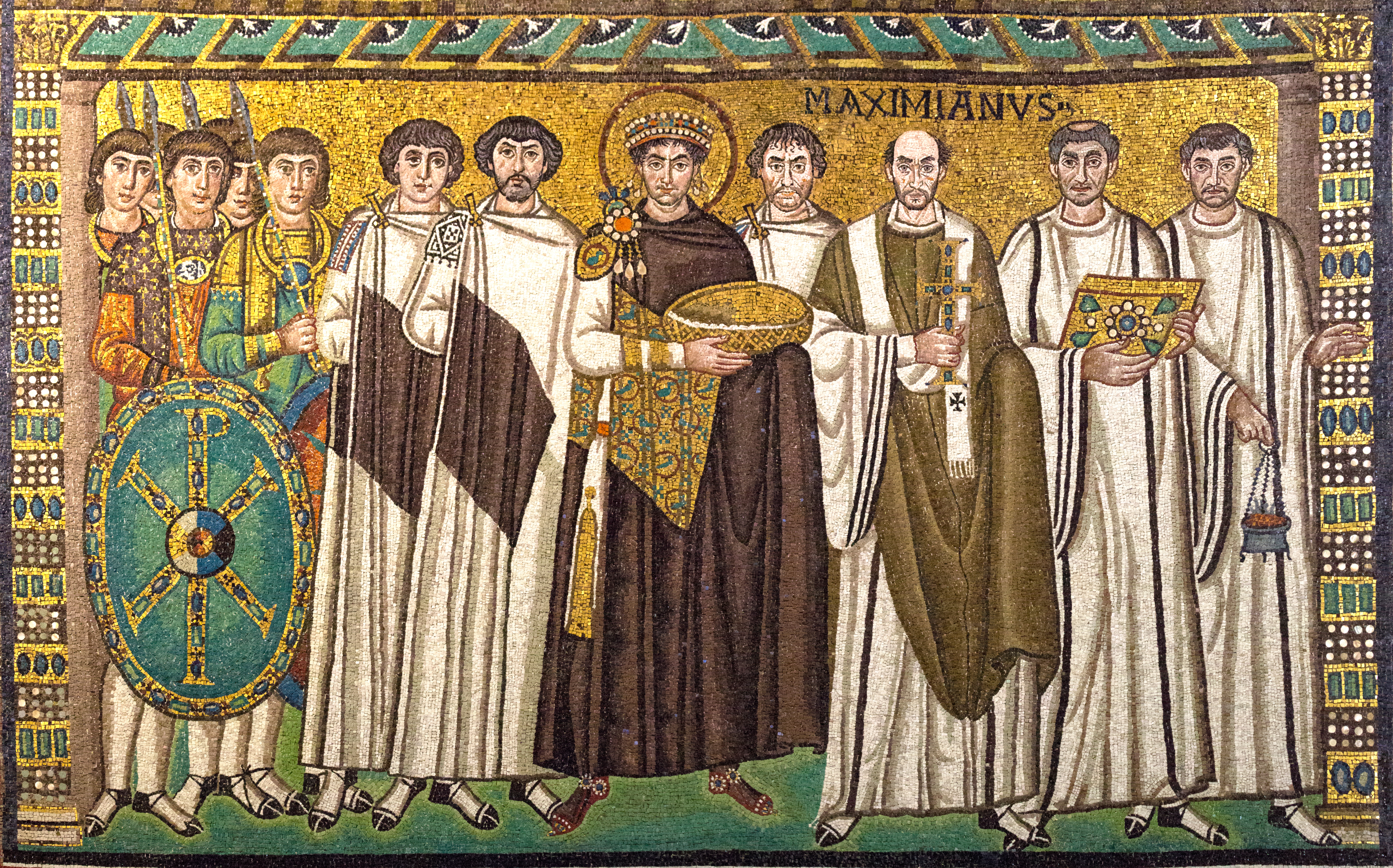
Mosaïque de Saint Vitale à Ravenne, L'empereur Justinien et l'évêque Maximien de Ravenne entourés de clercs et de soldats.

Une composante majeure du projet impérial de Justinien était un programme massif de constructions, projet décrit par l'historien de la cour de Justinien, Procope de Césarée, dans son ouvrage Sur les monuments. Justinien a reconstruit, rénové ou fondé d'innombrables églises au sein de Constantinople, parmi lesquelles Sainte-Sophie (Hagia Sophia), qui fut détruite pendant la sédition Nika, l'Église des Saints-Apôtres, et la Petite Sainte-Sophie. Justinien a également construit quelques églises et fortifications en dehors de la capitale impériale, parmi lesquelles le monastère Sainte-Catherine du Sinaï, et la basilique Saint-Jean d'Éphèse.
Quelques églises majeures de cette époque ont été construites dans les provinces par des évêques locaux sur le modèle des nouvelles fondations de Constantinople. La Basilique Saint-Vital de Ravenne a été construite par l'évêque Maximien de Ravenne. La décoration de Saint-Vital comporte d'importantes mosaïques de Justinien et de l'impératrice, Théodora, bien qu'aucun d'eux n'ait jamais visité la basilique. 
Les découvertes archéologiques des XIXe et XXe siècles ont déterré de nombreuses mosaïques prébyzantines dans le Moyen-Orient. Les provinces de l'Empire romain de l'Est et du futur Empire byzantin ont hérité une grande tradition artistique provenant de l'Antiquité. Les mosaïques d'art catholiques ont prospéré dans cette zone à partir du IVe siècle. La tradition de la mosaïque provient de l'ère omeyyade jusqu'à la fin du VIIIe siècle. Les exemples les plus importants nous étant parvenus sont la carte de Madaba, les mosaïques du Mont Nébo, le monastère sainte-Catherine du mont Sinaï et l'église de Saint-Stéphane dans l'ancien Kastron Mefaa (aujourd'hui Umm ar-Rasas).
Les premiers manuscrits bibliques enluminés entièrement préservés datent de la première moitié du VIe siècle, tout particulièrement la Genèse de Vienne, l'évangiliaire de Rossano, et le Codex Sinopensis. Le Dioscoride de Vienne est un traité de botanique somptueusement illustré, offert à l'aristocrate byzantine Anicia Juliana.
Cette époque est également celle des sculptures en ivoire, dont celle de Barberini, qui dépeint probablement Justinien lui-même, et l'ivoire dit de l'Archange, aujourd'hui au British Museum. Des assiettes en argent ont été décorées avec des scènes tirées de la mythologie classique ; par exemple, une assiette conservée au Cabinet des médailles à Paris représente Héraclès combattant le lion de Némée.

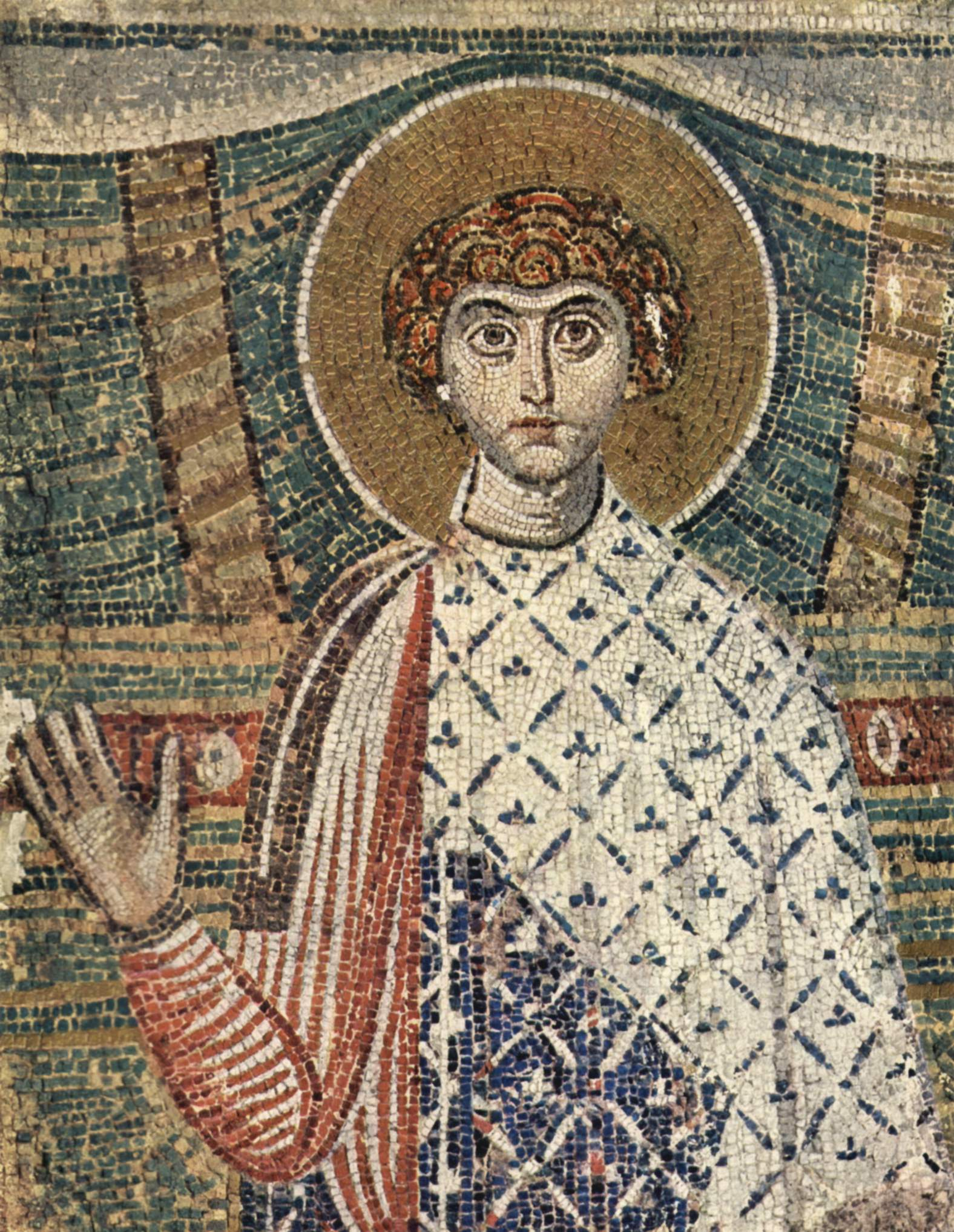
Mosaïque datant de la fin du VIIe siècle ou début VIIIe siècle, représentant saint Georges.

### Crise duVIIesiècle
L'époque de Justinien fut suivie d'un déclin politique: la plupart de ses conquêtes furent perdues et l'Empire fit face à une crise aiguë notamment de par les invasions des Avars, Slaves, Persans et Arabes au VIIe siècle. Constantinople fut également ruinée par un conflit religieux et politique. 
Les projets monumentaux les plus significatifs de cette époque ayant survécu ont été entrepris en dehors de la capitale impériale. L'église de Hagios Demetrios à Thessalonique a été reconstruite après avoir subi un incendie mi-VIIe siècle. Les nouvelles parties comportent des mosaïques réalisées dans un style remarquablement abstrait. L'église de Koimesis à Nicée (aujourd'hui Iznik), détruite au début du XXe siècle mais continuant de vivre grâce à des photographies, démontre l'existence simultanée d'un style plus classique en matière de décoration d'églises.

### Iconoclasme (728-843)
La crise iconoclaste a lieu entre les règnes de Léon III (717-741) et Théophile (829-842). La destruction, parfois violente, des images représentant la divinité intervient en réaction face au développement incroyable et incontrôlable du culte des icônes, qui frise l'animisme. Période souvent décrite comme particulièrement pauvre en production artistique, notamment en architecture, l'iconoclasme a toutefois vu un développement des arts somptuaires (tissus, orfèvrerie, etc.).

### Renaissance macédonienne (867-1056)
Sous les Macédoniens a lieu une véritable renaissance artistique, qui cherche ses références dans l'art de la Grèce antique. L'architecture religieuse se développe, avec l'invention du plan en croix grecque inscrite et le développement du monachisme. Les arts somptuaires prennent un essor considérable, visible à travers notamment une production éphémère de pièces en ivoire.

### Maniérismecomnène (1058-1185)

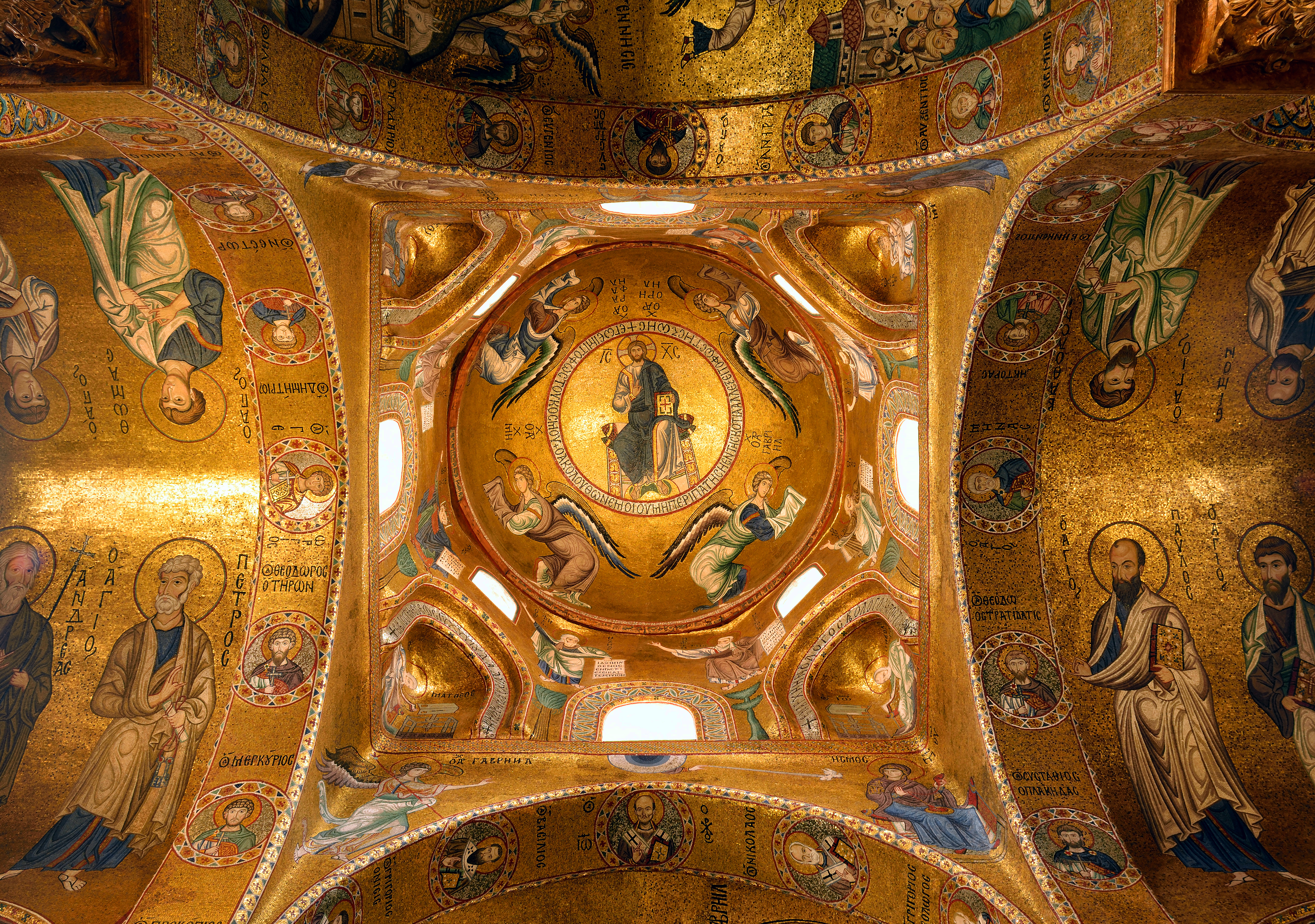
Mosaïques du XIIe siècle de l'église de la Martorana de Palerme, avec Christ et archanges sur la coupole centrale.

Sous la dynastie Comnène a lieu une seconde renaissance artistique, dans la lignée de celle des Macédoniens. L'architecture se développe, tendant à libérer l'espace intérieur et à en augmenter les dimensions, tandis que sentiments et expressions sont exacerbés dans les peintures, les mosaïques et l'orfèvrerie.

### Intermède latin (1204-1261)
La prise de Constantinople par les Croisés en 1204 mène au sac de la ville et à la mise en place d'une éphémère lignée occidentale. L'art est complètement paralysé dans la capitale, où les destructions et les pillages se multiplient, mais quelques objets sont produits, notamment dans les parties reculées de l'empire (Grèce)... Des influences occidentales se remarquent, comme des blasons ou des représentations de saints chevaliers dans les icônes, et c'est à partir de cette période qu'arrivent en Europe occidentale des éléments byzantins, qui influeront par exemple sur la pré-Renaissance italienne particulièrement dans ce qu'on nomme la peinture byzantine.

### Dynastie Paléologue (1261-1453)
La dynastie Paléologue, qui reprend le pouvoir après avoir chassé les Croisés, donne lieu à une troisième renaissance artistique. Cependant, le recul territorial de l'empire byzantin et les problèmes politiques empêchent l'art de s'épanouir autant que sous les Macédoniens et les Comnène. La prise de Constantinople par le sultan Ottoman Mehmed II met fin à l'empire byzantin, mais ses influences artistiques se retrouvent dans l'art ottoman et en Russie.

## Héritage
L'empire byzantin à proprement parler prit fin avec la chute de Constantinople, conquise par  l'Empire ottoman en 1453 ; mais à cette époque, l'héritage culturel byzantin s'était déjà exporté, notamment par la diffusion du christianisme orthodoxe, vers la Bulgarie, la Serbie, la Roumanie et, de façon plus importante, vers la Russie, qui devint le centre du monde orthodoxe après la conquête des Balkans par les Ottomans. Même sous l'autorité ottomane, les traditions byzantines, en particulier en matière iconographique, survécurent à moindre échelle. En Crète, alors sous l'égide de Venise, un style « post-byzantin » s'imposa pour un peu plus de deux siècles, sous l'influence de plus en plus importante de l'Ouest. Le Greco, dans sa jeunesse, a été formé dans la tradition byzantine.
L'influence de l'art byzantin fut sensible en Europe occidentale dès le règne de Charlemagne, qui entretenait des relations étroites avec Byzance. Elle s'est ensuite manifestée, notamment en Italie, dans l'architecture religieuse, lors du développement du style roman aux Xe et XIe siècles. La contribution des intellectuels byzantins émigrés lors de la chute de Constantinople fut également très importante à la Renaissance.